# ピーチツアー
『ピーチツアー』は、遠藤淑子による日本の漫画作品。『夢幻アンソロジーシリーズ』（祥伝社）にて2006年から2007年にかけて連載された。全5話。コミックスは、同社の「幻想コレクション」より全1巻が刊行され、作者にとって初の白泉社以外の出版社から発行されたものとなった。

## あらすじ
桃太郎が鬼を退治してから数十年。鬼の残党が「ニュー鬼ケ島」に集結し復讐の機会をうかがっているとの噂が流れる中、桃太郎の孫娘・モモのところへ、鬼にさらわれた若様・雉若丸を助けて欲しいとの要請が入る。雉若丸のお付き・犬之助と共に雉若丸を助けたモモは、「鬼と話し合いたい」という雉若丸に賛同し、途中で出会った海賊の鬼申を一行に加え、ニュー鬼ケ島を目指して旅を続けることになった。

## 主な登場人物
モモ
本作品の主人公。桃太郎の孫娘。拳法の使い手で、女でありながらイノシシを一人でしとめる実力の持ち主。
鬼と話し合いたいという雉若丸の意見に賛同し、旅を続ける中、祖父である桃太郎の出自の秘密を知ることになる。
雉若丸（きじわかまる）
モモが住む地域の若様。弓の使い手。第1話では鬼にさらわれ食べられそうになっていたが、モモと犬之助に助けられる。
鬼を力づくで押さえつけるのではなく、話し合いによる解決を望んでいる。
柴 犬之助（しば けんのすけ）
雉若丸のお付きの侍。まっすぐな性格。鬼申と何かにつけて張り合おうとする。
鬼申（きしん）
海賊の首領。結界を張る、船酔いを治すなどの術の使い手。ただし派手な攻撃の術などは使えない（雉若丸曰く「回復要員」）。
験者だった父親に供物として鬼に差し出されたが、左目をくり抜かれたところで隙をみて逃走。奪われた左目を取り戻すため鬼を探している。

## 書誌情報
- 遠藤淑子 『ピーチツアー』 祥伝社〈幻想コレクション〉、2007年5月発行、ISBN 978-4-396-79010-3